# Eri Tanaka
Eri Tanaka (たなかえり Tanaka Eri?) (Kanagawa, Japón; 7 de febrero de 1977) es una actriz y seiyu japonesa, conocida por su rol de Chisato Jōgasaki, la Mega Yellow en la serie Denji Sentai Megaranger que se emitió en 1997, para luego repetir su rol en el especial Gingaman vs Megaranger. Su nombre artístico antiguo era Eri Tanaka (田中 恵理 Tanaka Eri?), que era similar, pero escrito en kanji.

## Filmografía

### Televisión
- Choukou Senshi Changéríon (1996): Mayumi
- Denji Sentai Megaranger (1997): Chisato Jōgasaki (城ケ崎 千里 Jōgasaki Chisato?)/Mega Yellow (メガイエロー Mega Ierō?)
- Kamen Rider Kūga (2000-2001): Nozomi Sasayama
- GōGō Sentai Bōkenger (2006): Madre de Natsuki (episodios 33 y 34)

### Película
- Denji Sentai Megaranger vs. Carranger (13 de marzo de 1998): Chisato Jogasaki/Mega Yellow
- Seijū Sentai Gingaman vs. Megaranger (12 de marzo de 1999): Chisato Jogasaki/Mega Yellow

### Rol de voces

#### Doblaje al japonés
- Power Rangers in Space (2001): Aparición en un cameo
- Power Rangers Lost Galaxy (2002): Maya/Yellow Galaxy Ranger (interpretado por Cerina Vincent)
- Power Rangers Lightspeed Rescue (2003): Maya/Yellow Galaxy Ranger (interpretado por Cerina Vincent)